# (9219) 1995 WO8
A (9219) 1995 WO8 a Naprendszer kisbolygóövében található aszteroida. Yoshisada Shimizu és Urata Takesi fedezte fel 1995. november 18-án.